# سعد العبيدي
سعد العبيدي (1946) هو كاتب عراقي.

## حياته ونشأته
ولد في محافظة بابل قرية الجمجمة عام 1946، حاصل على بكلوريوس علوم عسكرية عام 1966 وبكلوريوس آداب إنجليزي عام 1977 ثم دبلوم عالي خاص في التربية عام 1980 ثم شهادة الطيران الخاص 1989 ودكتوراه في علم النفس السريري عام 1991.

## مؤلفات
| الاسم                                                          | دار النشر                   | تاريخ النشر | عدد الصفحات | ردمك ISBN            | المصدر            |
| -------------------------------------------------------------- | --------------------------- | ----------- | ----------- | -------------------- | ----------------- |
| حفل رئاسي ؛ وقائع غير مروية من أحداث مجزرة قاعة الخلد عام 1979 | دار ومكتبة عدنان            |             | 370         | (ردمك 9786140241077) | [ 3 ] [ 4 ] [ 5 ] |
| جراح الغابة                                                    | دار فضاءات للنشر و التوزيع  | 2012        |             | (ردمك 9789957303525) | [ 6 ] [ 7 ]       |
| سايكولوجية المخالفة                                            | دار الجواهري                |             | 284         |                      | [ 8 ]             |
| دوامات المحنة                                                  | الدار العربية للعلوم ناشرون | 2007        | 423         | (ردمك 9786144219164) | [ 9 ] [ 10 ]      |
| أزمة المجتمع العراقي، قراءة نفسية في التدمير المنظم            | دار الكنوز الأدبية          | 2003        | 293         | (ردمك 9770711462)    | [ 11 ] [ 12 ]     |
| نوايا وحروب                                                    | مؤسسة العارف للمطبوعات      | 2003        | 560         | (ردمك 9770711462)    | [ 13 ] [ 14 ]     |

- مقدمة في علم النفس العسكري(مع مؤلفين آخرين) مديرية التدريب العسكري، بغداد 1985.
- الجوانب النفسية للانضباط العسكري، كراس إصدار مديرية التوجيه المعنوي، بغداد 1988.
- المعنويات ما بعد الحرب، كراس إصدار مديرية التوجيه المعنوي، بغداد 1988.
- ملاحظات في التقويم المعنوي، كراس إصدار مديرية التوجيه المعنوي، بغداد 1989.
- المخالفة في الحياة العسكرية، كراس إصدار مديرية التوجيه المعنوي، 1990.
- المعنويات في الميدان ـ نظرة في التقويم والقياس، مطبعة الرشيد، بغداد2010.[15]